# 建礼門院右京大夫集
『建礼門院右京大夫集』（けんれいもんいんうきょうのだいぶしゅう）は、日本の鎌倉時代初期である貞永元年（1232年）ころに成立した歌数約360首の私家集。建礼門院右京大夫の自撰。

## 概要
作者は承安2年（1172年）より右京大夫の女房名で中宮時代の建礼門院（平徳子）に出仕したが6年足らずで辞し、のち後鳥羽上皇とその生母七条院に合わせて20年以上仕えたが、昔が忘れがたいという本人の希望で勅撰集には「建礼門院右京大夫」の名で称された。成立に関しては『新勅撰集』撰進に際し藤原定家に選考歌の提出を求められたことが跋に書いてあるので、定家に新勅撰集制作の下命があった貞永元年（1232年）かそれ以後に跋を含む最終的な形になったとされる。
家集の前半は承安4年（1174年）の出来事に起筆し、中宮のめでたさや平家の栄華を讃えながら、年下の貴公子平資盛（中宮の甥）との恋愛を主軸に据え、歌人・画家として有名な藤原隆信とも交渉を持った経過を述べる。後半は寿永2年（1183年）7月、一門と共に都落ちする資盛との別離に始まり、平家の滅亡に殉じて資盛が壇ノ浦の海の藻屑と消えたのち、ひたすらその追憶に生きた日々を描く。元暦元年（1184年）、西国にいる資盛へ手紙を遣わしたが、翌春にはその入水を知ることになり、間もなく西海から帰還した建礼門院を大原に訪れて、その変わり果てた姿に涙して「今や夢昔や夢と迷はれていかに思へどうつつとぞなき」と詠んだという。作者は心の傷を癒そうとして比叡坂本を旅したが、なかなか悲しみから脱することができなかった。牽牛織女が巡り合うという七夕に因んだ歌を50首も詠み、資盛の忌日に追善供養を営みながら、自分の死後も弔う人があってほしいと願ったといい、哀傷は連綿と続く。40歳を過ぎた頃、後鳥羽院に再出仕し、再び九重の月を仰いだが、「今はただしひて忘るるいにしへを思ひ出でよとすめる月かげ」と詠んで昔を偲んだ。最後に家集を編纂するに至った事情を述べ、藤原定家との贈答をもって結ぶ。
この家集は比較的長い散文の詞書を持ち、私家集というより歌物語・女流日記文学の系譜に連なる作品である。作者も、自らの歌人にあらぬことを明言し、生涯の軌跡を綴った自分のためのメモであると、序でいう。寿永・元暦の兵乱によって、右京大夫は親しく交わった多くの平家の公達の非業の死を目の当たりにし、世の浮き沈みや人の命のはかなさを身をもって体験した。広く動乱の時代が生んだ悲劇を描き、単に恋人を失った「世の常」の悲哀とは等価ならざる痛切な心情が託された彼女の家集は、同じような運命をたどった人々の強い共感を呼び、太平洋戦争中、愛する者の出征を見送った女性たちの間で愛読されたという。
現存諸伝本は九州大学附属図書館細川文庫蔵本と群書類従本の系統に大別できる。九大本の方が善本と認められ、正元2年（1260年）以降、遅くとも室町時代中期までに書写された。